# Criollo del Estrecho de Torres
El criollo del Estrecho de Torres (autoglotónimos: Yumplatok, Kriol,  Broke English, Blaikman, Big Thap, Pizin o Ailan Tok ), también conocido como pidgin del Estrecho de Torres, brokan/broke, criollo del Cabo York, criollo de Lockhart o papuano es un criollo de base inglesa hablada en varias islas del Estrecho de Torres y el Norte de Cabo York, en el noreste australiano; y en la costa suroeste de Papua Nueva Guinea (PNG).
Tiene un estimado de 20,000-30,000 hablantes de lengua materna y bilingües / trilingües. Es ampliamente utilizado como lenguaje de comercio y comercio.
El criollo del estrecho de Torres tiene seis dialectos principales: papú, occidental-central, TI, malayo, oriental y del Cabo York.

## Historia
Existen registros del uso del inglés pidgin en el Estrecho de Torres desde la década de 1840 (p. ej., Moore 1979) y, por lo tanto, el criollo del Estrecho de Torres bien puede ser tan antiguo, si no más, que sus lenguas hermanas, y no descendiente de ninguna de estas. Los principales importadores del pidgin eran británicos y otros marineros, muchos de los cuales eran isleños de los Mares del Sur, tanto melanesios como polinesios, así como asiáticos del sudeste de las islas, jamaicanos, pueblo cantonés, Japonés, y otros. Por lo tanto, el criollo del Estrecho de Torres tiene varias características de estos diferentes tipos de Pidgin, siendo las principales el inglés Pidgin del área malaya de mediados a finales del siglo XIX (pero no Singlish, uno de sus representantes modernos), Pacific Pidgin y  Patois de Jamaica. Es posible que se haya criollizado bastante temprano (antes de 1900) en la Isla de Darnley, y un poco más tarde (después de 1910) en San Pablo en la Moa y en la Isla Yorke en las Islas Centrales. La criollización es posterior a la década de 1960 en otros lugares.[cita requerida]
El dialecto papú fue reemplazado por Hiri Motu en muchas partes de su antiguo territorio, que a su vez está siendo reemplazado por Tok Pisin.